# セント・マーティン教会 (ブル・リング)
セント・マーティン教会（セント・マーティンきょうかい、英: St Martin's Church、St Martin in the Bull Ring〈ブル・リングのセント・マーティン〉）は、イングランドのバーミンガムにあるイングランド国教会の教区教会 (parish church) である。もともとバーミンガムの教区教会であり、ブル・リングのショッピングセンターとマーケット（市場）の間に位置する。セント・マーティン教区教会 (Parish Church of St Martin) の登録名でイギリス指定建造物2*級 (Grade II*) に指定されている。

## 歴史
1166年、ピーター・ド・バーミンガム (Peter de Bermingham) により、ブル・リングに初めて市場が開かれた。今日のヴィクトリア朝の教会は、1263年の記録がある13世紀より前、12世紀の教会の痕跡が認められた場所に建てられたものである。
中世の教会は増築されて、中世後期の建物は、身廊と内陣、南・北の通路、それに北西の尖塔によって構成されていた。

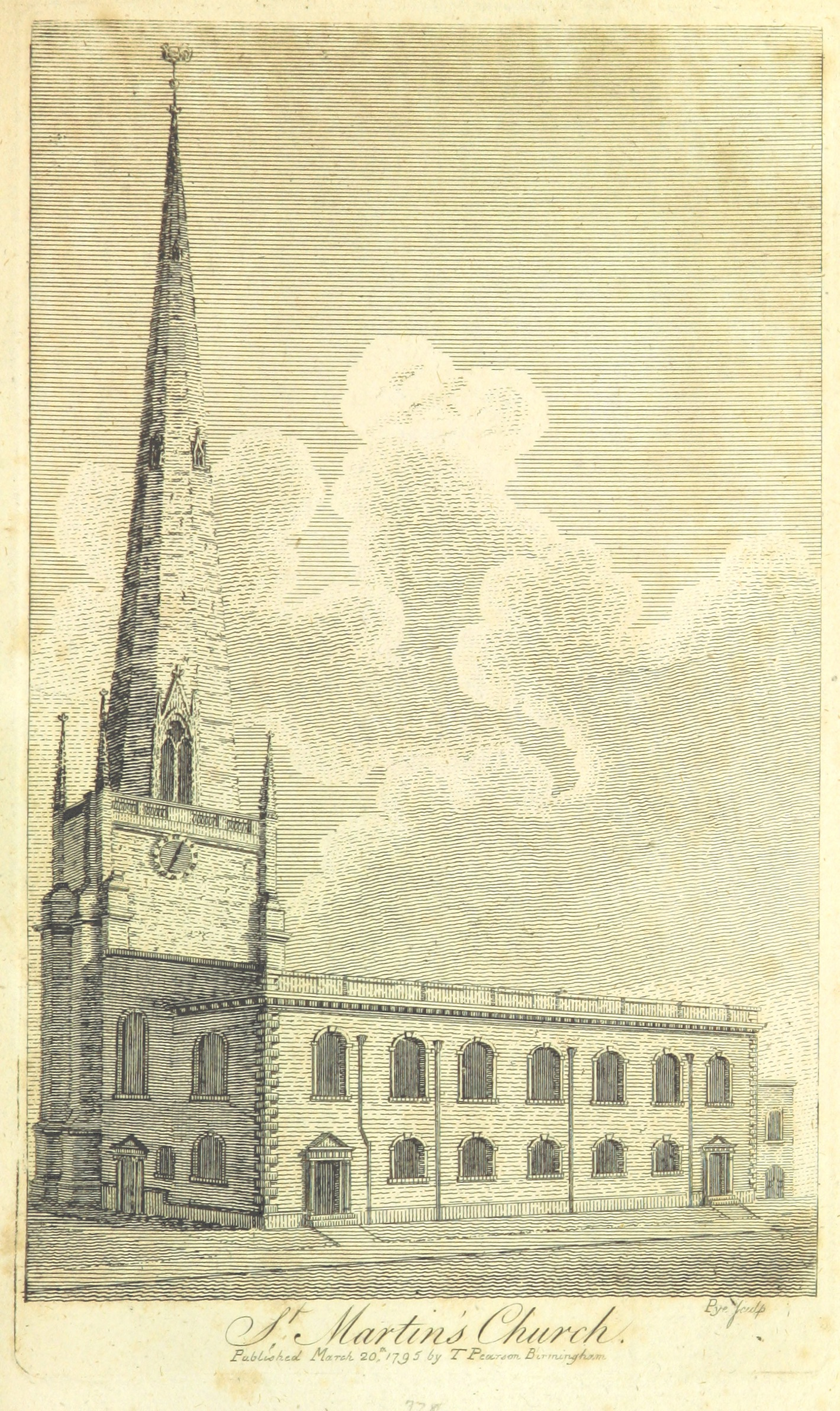
1795年頃のセント・マーティン教会（ウィリアム・ハットン著〈1809年〉挿絵）

バーミンガムの最初の時計についての記録はないが、1547年に King's Commissioners（国王委員会）は、セント・マーティン教会においてホーリークロス・ギルド (Guild of the Holy Cross) は年間費用4シリング4ペンスで「時計 (Clocke) とチャイム (Chyme) を維持する」責任があると伝えている。次に時計についての記録は1613年にある。町に知られる最初の時計職人は1667年にロンドンから着いている。
中世のうちに改築された教会は、1690年に大改装が施され、教区委員により、外壁と塔が煉瓦で覆われた。18世紀には高窓や聖具室 (vestry) が追加された。
1853年、P・C・ハードウィックによって修復・再建が開始されると、塔を覆った煉瓦が取り除かれて石材に置換された後、1855年11月22日に尖塔の再構築が完了した。1858年には時計とチャイムが更新され、文字盤は直径 9.5フィート (2.9 m) となった。

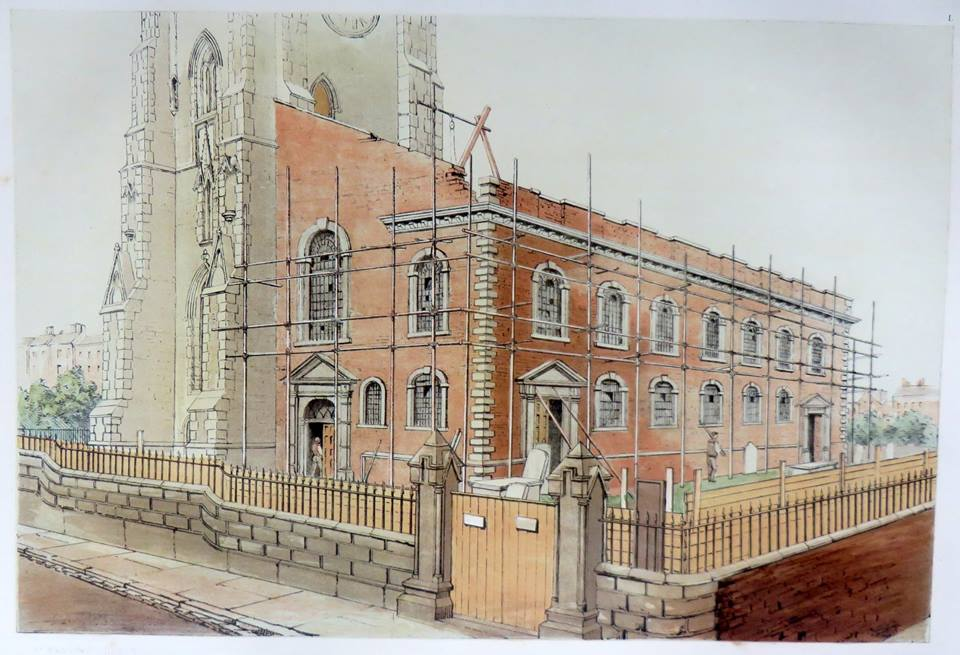
煉瓦で覆われた解体直前の教会（アレン・エドワード・エヴェリット画、1875年）

1872年10月27日の旧教会における最後の説教の後、1873年より教会堂は解体されて、建築家アルフレッド・チャトウィンによってゴシック（ネオ・ゴシック）建築として再建されるとともに、それまでの尖頂を持つ塔は保存された。解体中に、中世の壁画と装飾が発見されている。

## 現教会

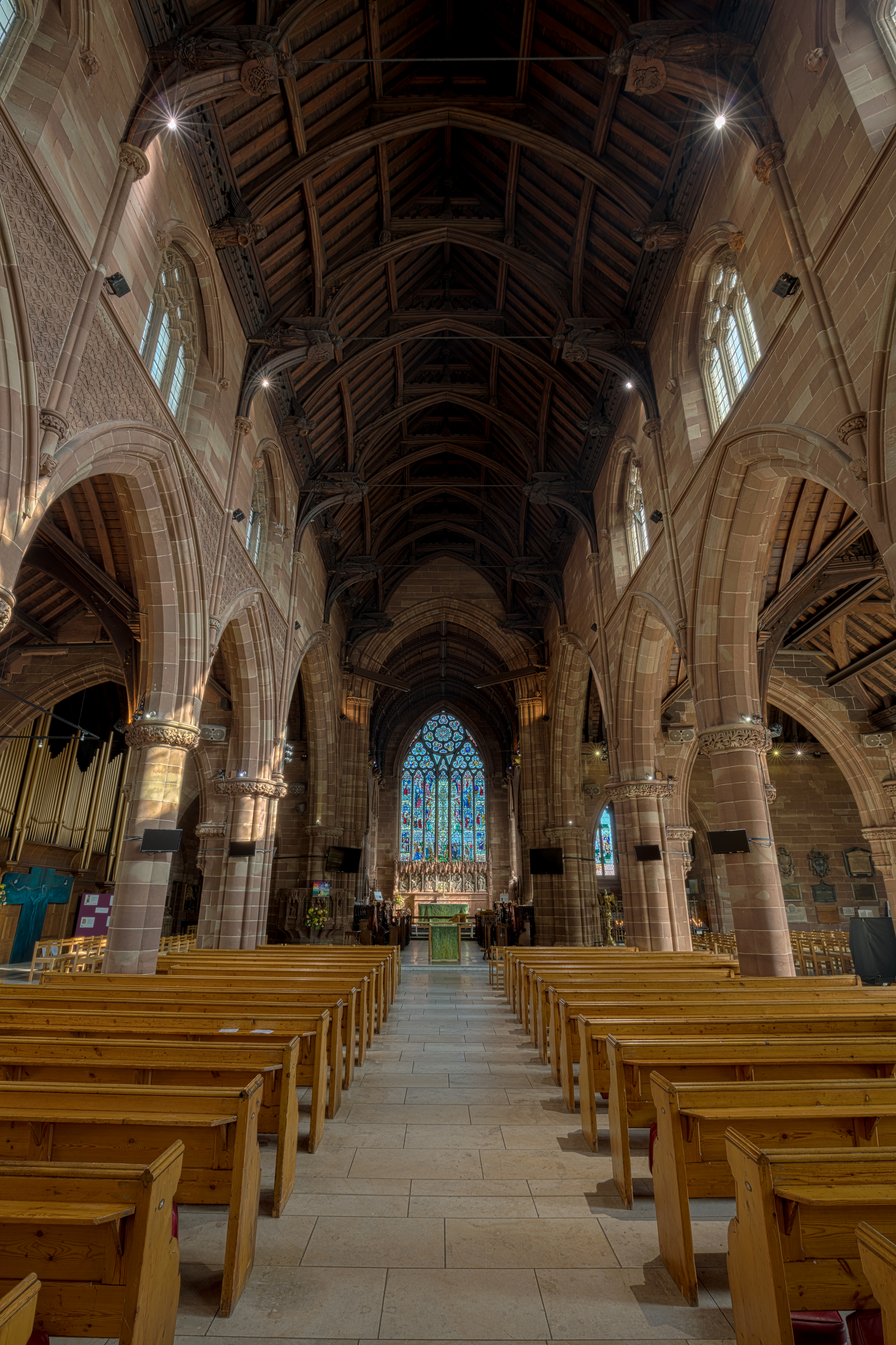
身廊（東方向）

教会堂の大きさは、内陣を含め東西 155フィート (47 m) 余り、教会堂のアーチの高さ 60フィート (18 m) 、身廊の幅 25フィート (7.6 m) 、南・北の通路のある幅 67フィート (20 m) で、袖廊の幅は 104フィート (32 m) となる。
教会の外部は硬いグリンズヒルの砂岩で構築されている。教会はブル・リングの2003年の再開発にかけて修繕され、これら石造りの長年の汚れが取り除かれた。内部には広い木造の天井アーチがある。屋根は重さ 93ロングトン (94.5 t) で、長さ 100フィート (30.5 m) の身廊上のアーチ支間は 22フィート (6.7 m) である。聖歌隊席の天井は、中世の教会の天井に使われていた木材を再利用して構築されている。ヴィクトリア朝の床のタイルはミントンによるもので、その一画にド・バーミンガム家の紋章（クォーター・アーム、quartered arms）が描かれる。

### ステンドグラス
現在の東窓は、第二次世界大戦の被爆後に設置されたものである。南袖廊には1875年にウィリアム・モリスにより製作されたバーン＝ジョーンズの窓がある。この窓は、1941年4月10日に第二次世界大戦の爆弾が教会の西の脇に落ち、残りのすべての窓を破壊する前に、安全に保管するために取り外されていた。西窓は、大空襲（バーミンガム・ブリッツ）で破壊された1875年のヘンリー・ハードマンの窓を模写したものである。南通路の西端には、ローレンス・リーによって1889年生まれの聖歌隊員トーマス・バグス (Thomas Baggs) を描いた窓がある。

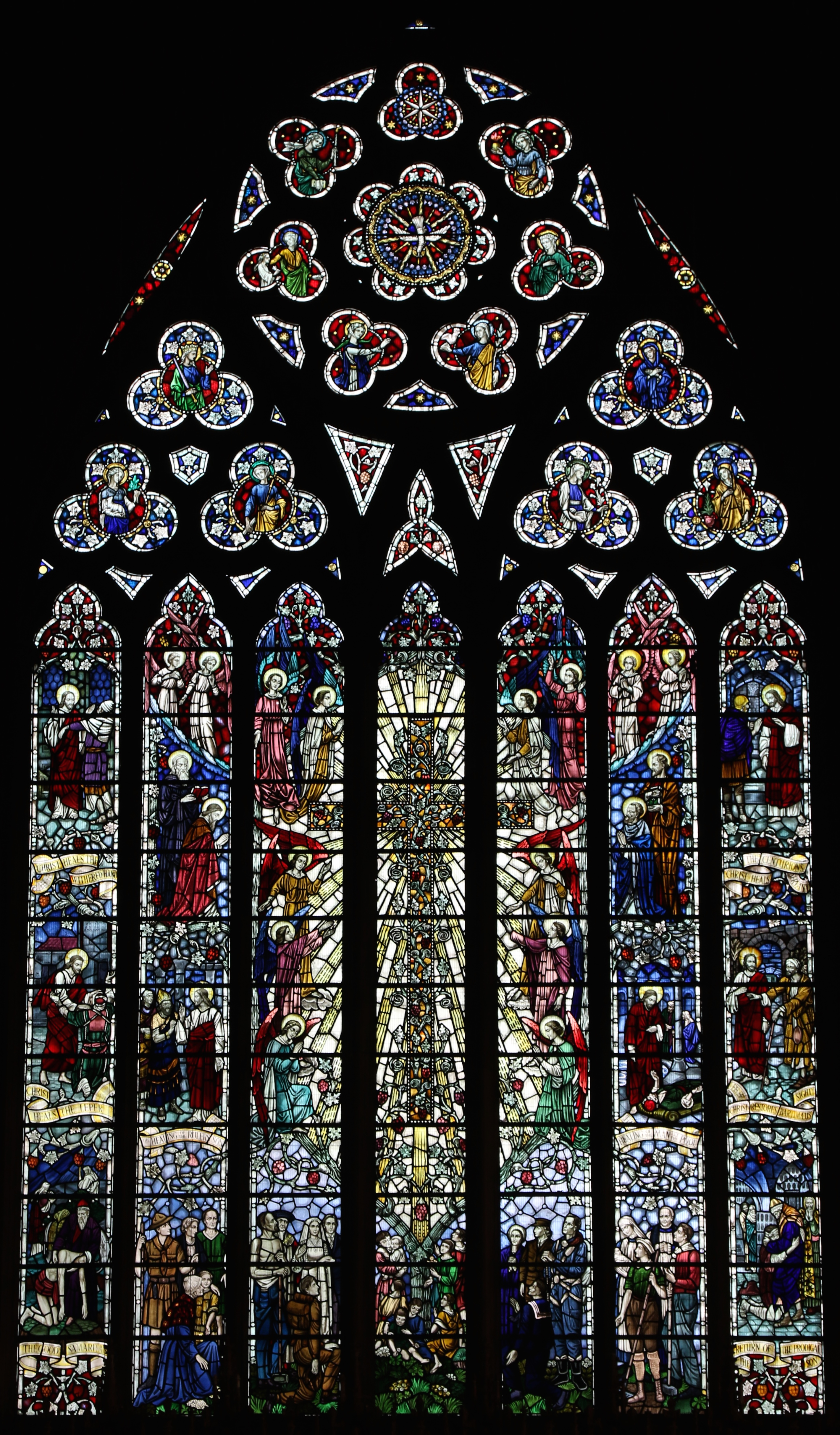
東窓（Hardman & Co. 1954年頃）
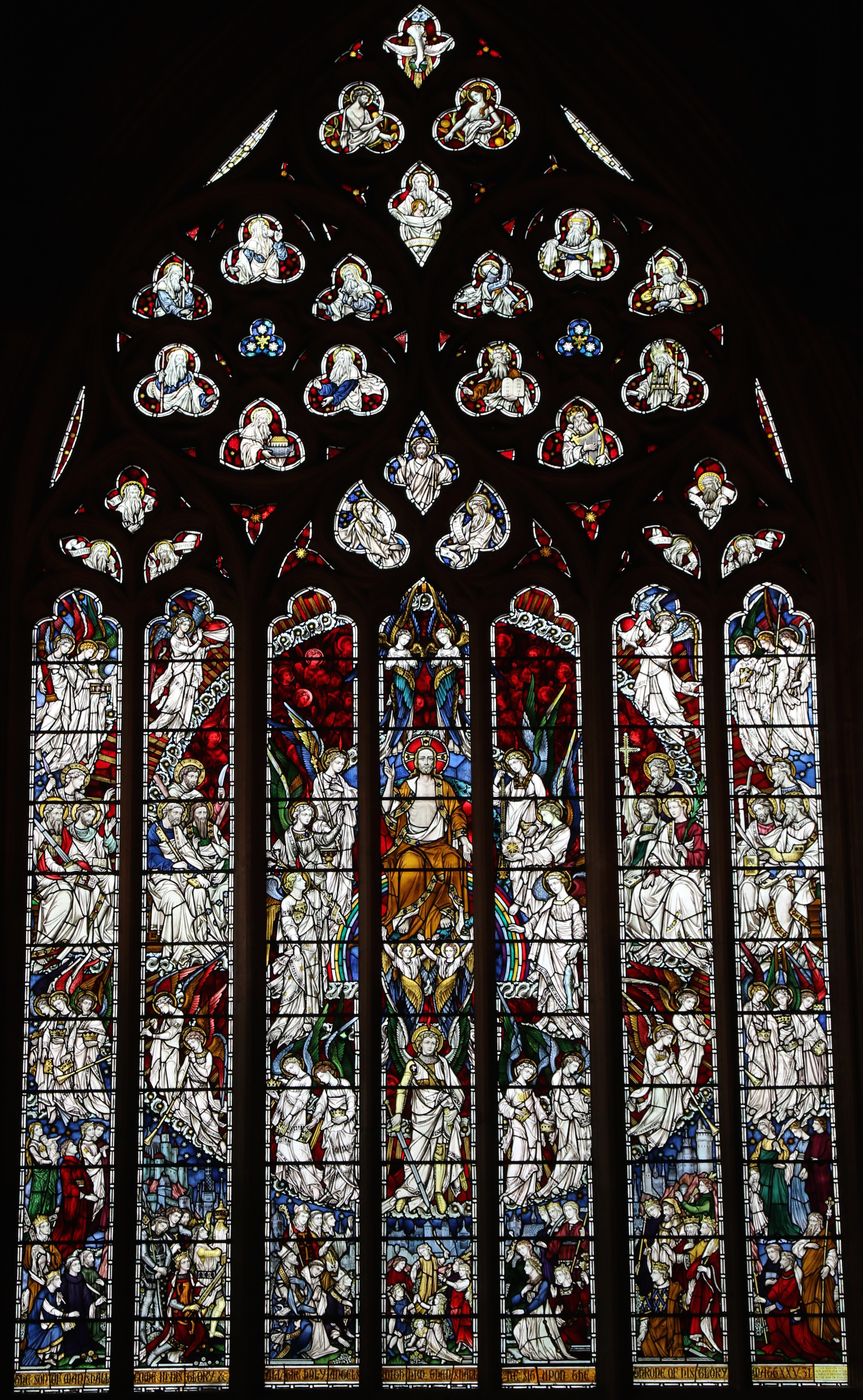
西窓（Hardman & Co. 1954年頃）
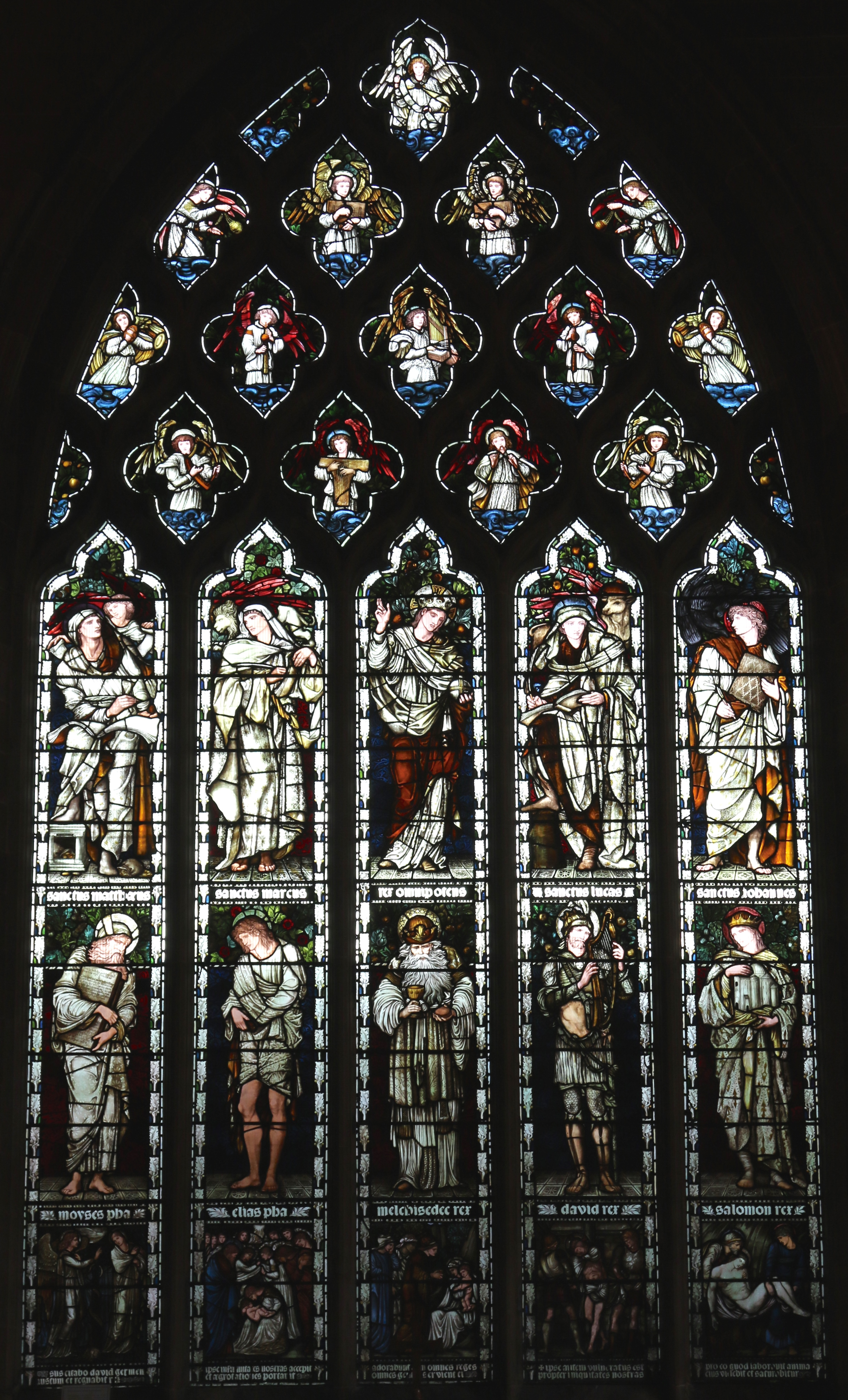
南袖廊のバーン＝ジョーンズの窓（Morris & Co. 1875年）
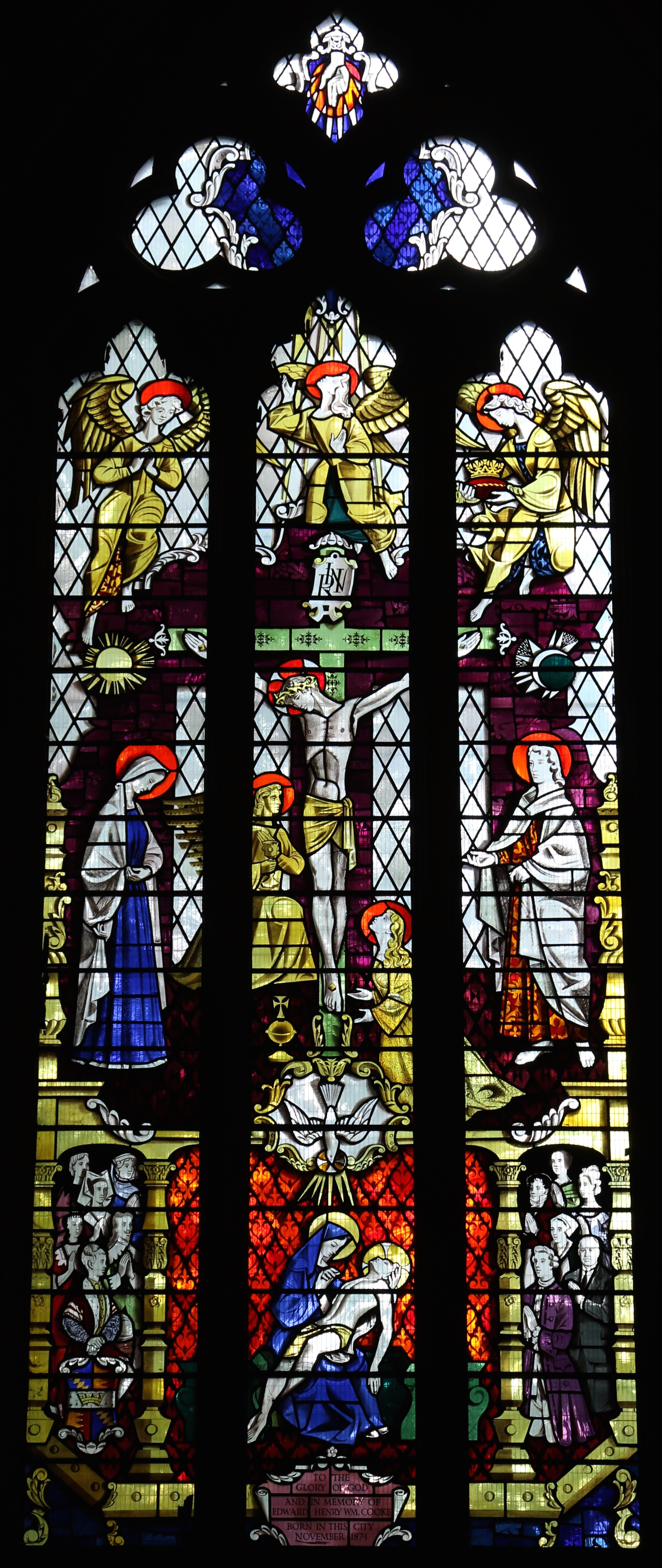
北チャペルの東窓（Henry William Harvey 1956年）
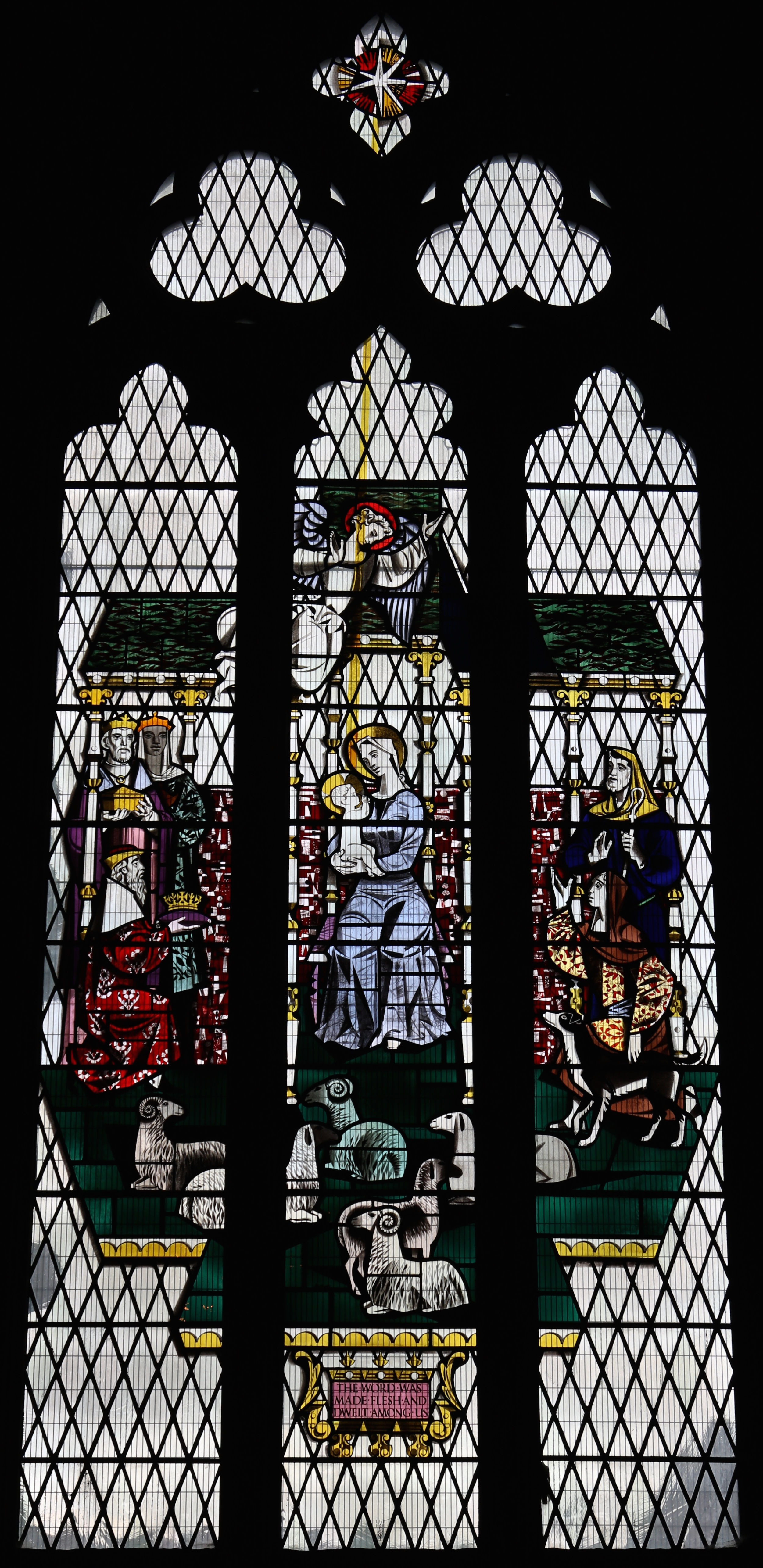
南チャペルの東窓（Henry William Harvey 1958年）
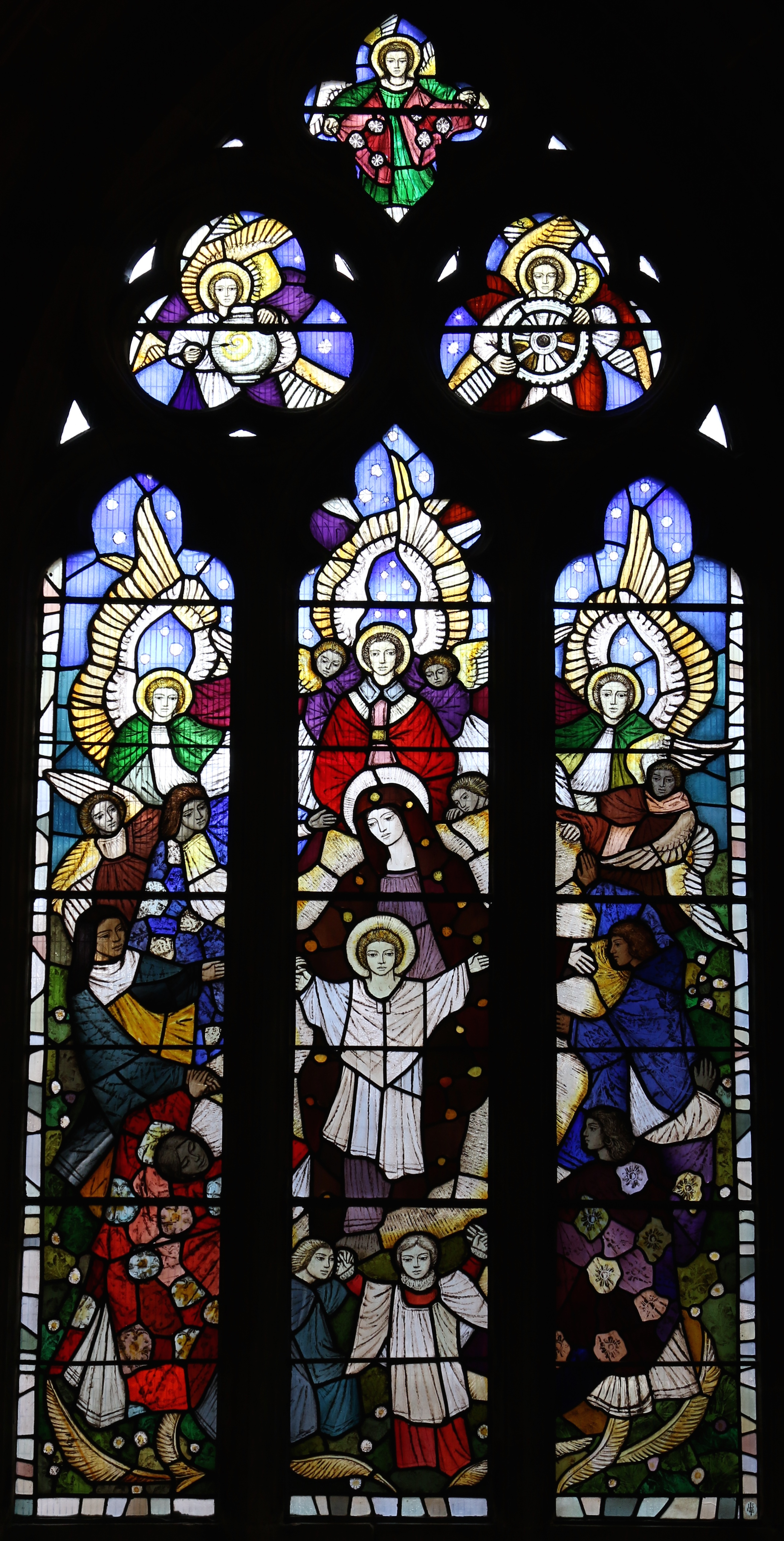
南通路西端のトーマス・バグスの窓（Lawrence Lee 1980年）

### オルガン

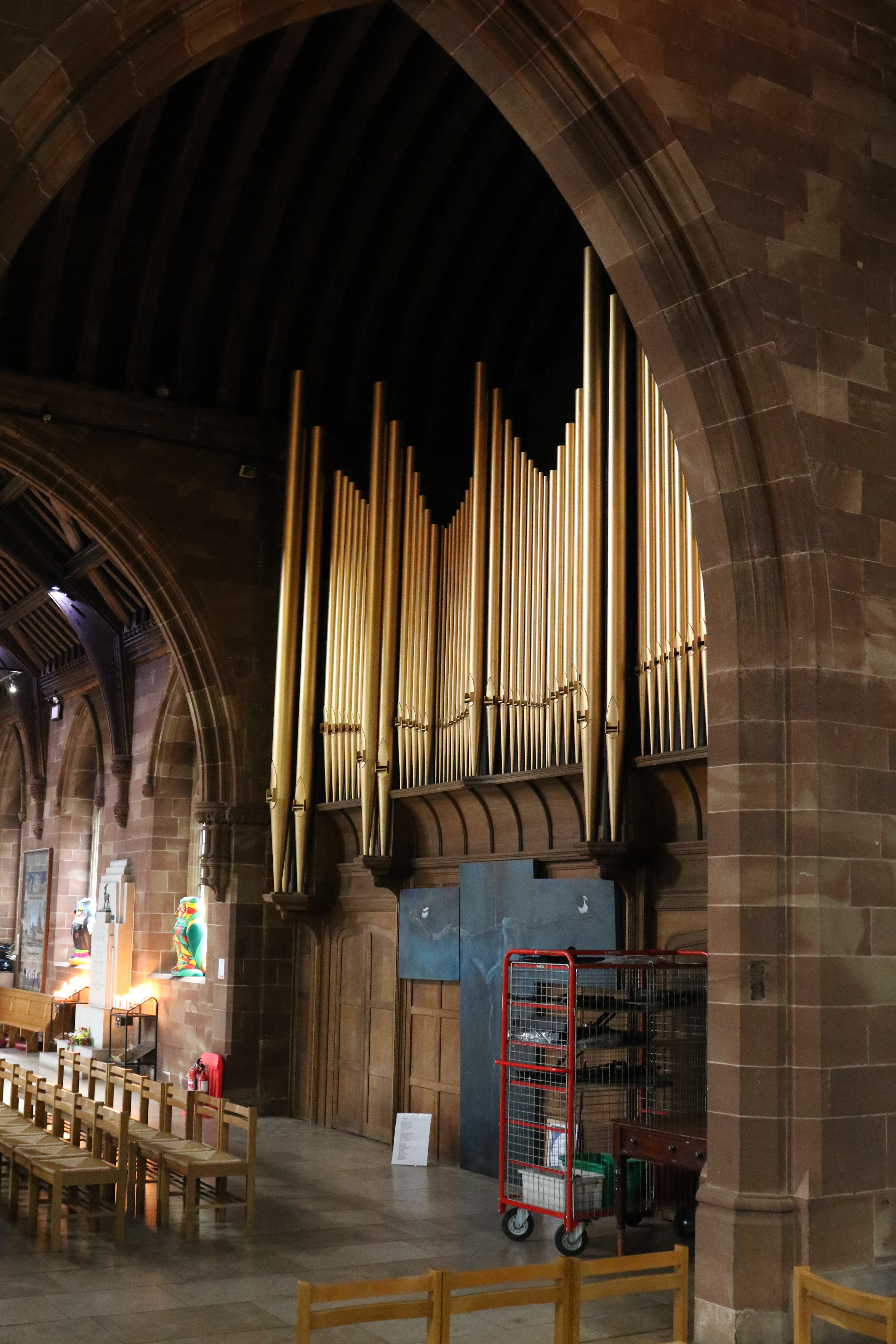
北袖廊のオルガン障壁

セント・マーティン教会のホーリークロス・ギルドは、宗教改革より前にオルガニストを置いた。教会にはおそらくイングランド内戦からオルガンがなく、教区委員の会計書によれば、バーミンガム、セント・マーティン教区のこの教区教会にオルガンを設置することが広く望まれたことで、1725年、オルガンが正式に構築された。ケースはトーマス・スウォーブリックによるものであったが、このオルガンは1822年に撤去もしくは置換された。その後、一式はセント・マーティンとソリフルのセント・アルフェージの教区牧師であったチャールズ・カーティス牧師 (Rev Charles Curtis) によってソリハルのセント・アルフェージ教会に移譲された。
1822年に新しいオルガンがトーマス・エリオットにより設置された。ケースは1855年にウィリアム・ヒル (William Hill & Sons) によって拡張された。このオルガンは1875年にジョン・バンフィールド (John Banfield & Son) によって作り直され、1883年にバンフィールドにより修繕および拡張された。1906年にこのオルガンはデリテンドのセント・ジョン教会に売却された。
現在のパイプオルガンはハリソン・アンド・ハリソンによるもので、1906年にさかのぼる。もとは内陣の北側に3段の手鍵盤があったが、1955年にジョン・コンプトン (John Compton Organ Company) によって4段の手鍵盤として再構築されるに伴い北袖廊に移された。オープニング・リサイタルは、ジョージ・ソールベン＝ボールによって1955年3月30日に行われた。

## 教会鐘

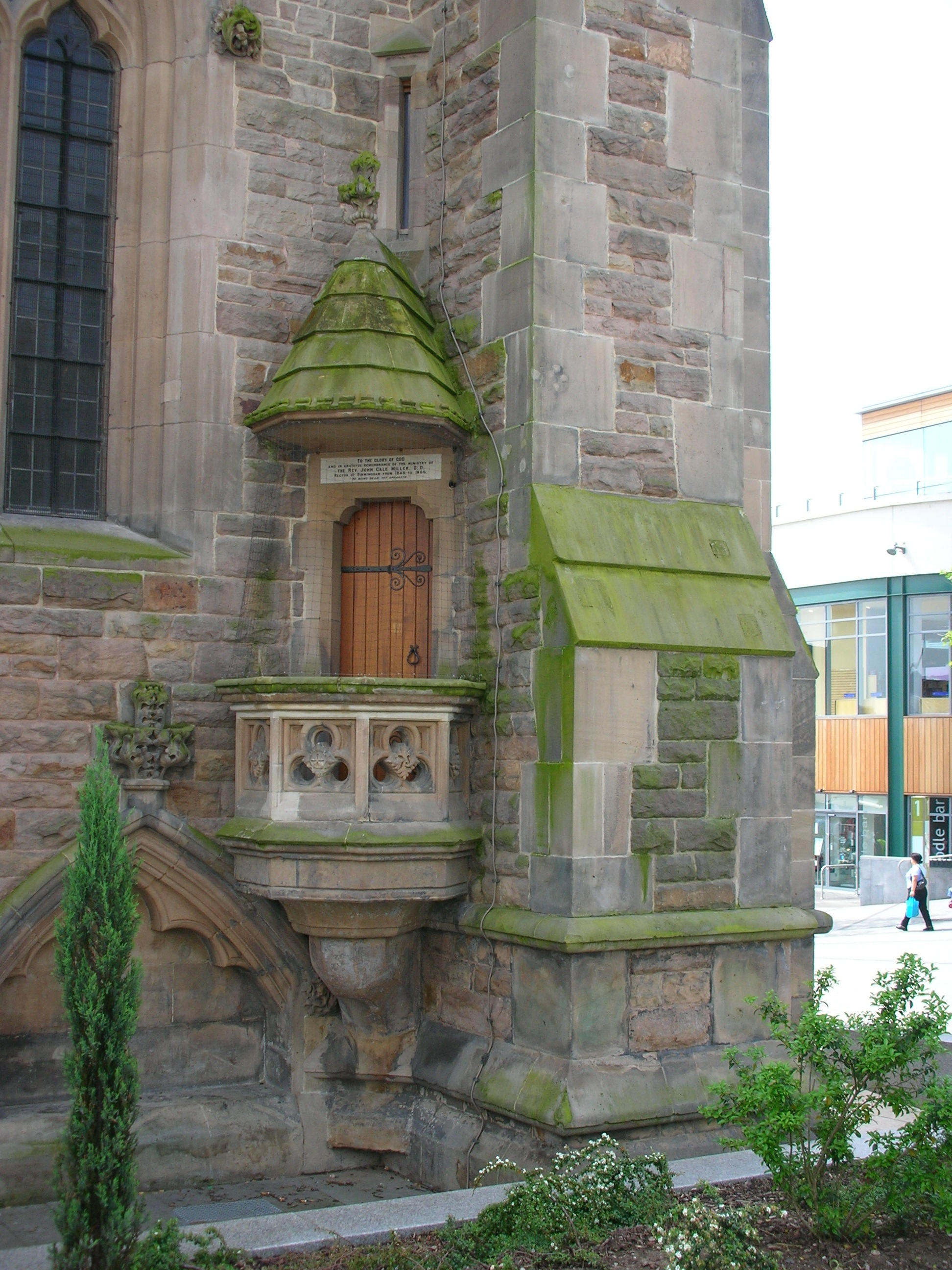
外部講壇

教会の鐘楼となる尖塔の高さは 200フィート (61 m) である。基部に外部講壇が備えられており、塔の西に鳴鐘者 (ringers) の入口がある。
今日の教会の鐘は、1989-1991年の新たな16口の鐘からなり、吊るされた一環の鐘 (ring of bells) の重量は 39 long cwt 1 qr 19 lb (4,415ポンド (2,003 kg)) となる。
セント・マーティン教会は、鳴鐘のためのチェンジ・リンギング楽器として、鐘が12口より多く設置された最初の教会である。16口は異例な数であり、5口、6口、8口、10口ないし多くても12口が一般的である。16口以上の鐘は世界でも3か所にしかなく、後の2つはアイルランドのダブリン（クライストチャーチ大聖堂）とオーストラリアのパース（スワン・ベル）にある。
歴史は古く、1552年には4口の鐘が時計とチャイムとともにあった。1682年には6口の鐘が設置された。1758年7月には8口であった鐘がホワイトチャペル・ベル・ファウンドリーにより鋳造された新たな10口の鐘（重量 3 long cwt〈1,778kg〉）に置き換えられた。これらはその後1772年に12口に増やされた。
教会の鐘のチェンジ・リンギングの最初の放送はセント・マーティンからであった。これは1924年5月の日曜日の夕方の礼拝前に放送された。鐘は1928年に作り直され、1953年に半音の鐘が追加された。再び鐘が吊るされたフレームは1869年からのもので、トラブルにより1991年に全面改修の取り組みがなされた。

## 小教区
セント・マーティン教区は広域におよび、現代のバーミンガムの大部分を包括していた。新たな教会が建てられるにつれて、教区の一部が以下のように割譲されていった。
- セント・フィリップ (St Philips) 1715年
- セント・ジョージ (St George) 1830年
- オール・セインツ (All Saints) 1830年
- セント・トーマス (St Thomas) 1830年
- ビショップ・ライダー (Bishop Ryder) 1841年
- セント・メアリー (St Mary’s) 1841年
- セント・ポール (St Paul) 1841年
- セント・ルーク (St Luke) 1843年
- セント・マーク (St Mark) 1843年
- セント・ジュード (St Jude) 1845年
- セント・バーソロミュー (St Bartholomew) 1847年[33]
- セント・ジョン (St John) 1854年
- セント・バーナバス (St Barnabas) 1861年
- クライスト・チャーチ (Christ Church) 1865年
- セント・ガブリエル (St Gabriel) 1869年